# Панайот Наумов
Панайот Наумов е български революционер, участник в Сръбско-турската война (1876), опълченец от Македония (1877 – 1878).

## Биография
Роден е в 1848 година във Велес или в Битоля, тогава в Османската империя.
Включва се като доброволец в Сръбско-турската война от 1876 година.
Постъпва в Българското опълчение и на 21 април 1877 година е зачислен в III дружина, IV рота. Ранен е в битката при Стара Загора на 19 юли и в боевете на прохода Шипка през август 1877 година. На 2 октомври е приведен в XII дружина I рота, два дена след това заболява, на 22 октомври е приведен отново в III дружина, IV рота. Произведен е ефрейтор. Уволнен е на 24 май 1878 година.
Награден е със знака за отличие на Военния орден „Свети Георги“ IV степен за проявен героизъм в боя при Стара Загора.
След Освобождението се установява в новосъздаденото Княжество България, в София.
Умира в 1885 година в София.